# Oncifelis
Oncifelis är ett släkte i familjen Felidae, underfamiljen Felinae (små katter). I släktet ingår de tre arterna pampaskatt, Geoffroys katt och kodkod.
Det vetenskapliga namnet är bildat av de latinska orden unica/onca (en tolfte del) och felis (katt).
IUCN listar kodkod som sårbar (VU), pampaskatt som nära hotad (NT) och Geoffroys katt som livskraftig (LC).